# Rhionaeschna haarupi
Rhionaeschna haarupi är en trollsländeart som först beskrevs av Friedrich Ris 1908.  Rhionaeschna haarupi ingår i släktet Rhionaeschna och familjen mosaiktrollsländor. Inga underarter finns listade i Catalogue of Life.